# Mario Rudelli
Mario Rudelli (Cinisello Balsamo, 1938) è uno scultore italiano.

## Biografia
Allievo di Pericle Fazzini ed esponente del figurativismo italiano, è specializzato in particolare in arte sacra, avendo realizzato diversi interventi di adeguamento liturgico in importanti cattedrali italiane come il duomo di Milano, Torino e Treviso. Ha inoltre realizzato diverse medaglie commemorative anche per la Santa Sede.
Il suo studio si trova nell'importante sede di Villa Clerici e viene aperto occasionalmente alle visite.

## Opere
- Violinista, conservato nel Museo Civico delle Cappuccine di Bagnacavallo[1]
- Cattedra, nella chiesa di Santa Maria Nascente a Milano[4]
- Ambone, nella chiesa di Santa Maria Nascente a Milano[4]
- Modello per medaglia (collezione Lorioli) esposto nel 2005 al GAMEC (Galleria d'arte moderna e contemporanea di Bergamo[5]
- Sedia papale in bronzo, Cappella privata del Papa, Palazzo Apostolico